# 1980 KE
1980 KE är en asteroid i huvudbältet som upptäcktes den 22 maj 1980 av den belgiske astronomen Henri Debehogne vid La Silla-observatoriet.
Den har den diameter på ungefär 5 kilometer.